# SS Oregon (1883)
O SS Oregon foi um navio de passageiros britânico que em 1884 bateu o recorde de velocidade e ganhou a Flâmula Azul do Guion Line como o mais rápido cruzeiro no Atlântico. Vendido para a Cunard Line depois de algumas viagens, em 1885 foi fretado pela Marinha Real como um cruzador auxiliar e seu sucesso nesta função resultou no Almirantado subsidiar navios adequados a serem enviados para a conversão rápida em caso de uma crise. Ele voltou ao serviço da Cunard em novembro de 1885 e quatro meses depois colidiu com um barco enquanto fazia a aproximação a Nova York. Todas as pessoas a bordo foram resgatadas antes do Oregon afundar. Seu naufrágio, a 18 km a leste de Long Island, continua a ser um local popular de mergulho.

## Desenvolvimento e design
O Arizona e o Alaska permitiram apenas a Linha Guion para agendar cruzeiros quinzenais com cruzeiro expressos em cada direção. Em semanas alternativas, Os navios de Guion usavam navios que foram consideravelmente mais lentos. Guion necessitava de dois navios adicionais Atlântico para um serviço semanal equilibrado. Quando a Cunard iniciou a construção de uma nova frota de serviço expresso para a sua semana de Liverpool a Nova York , a Linha Guion encomendou o Oregon para manter a o recorde do Atlânticco, vencido pelo Alaska. Como seus antecessores, Oregon foi construído no estaleiro Fairfield de John Elder & Company de Glasgow, Escócia, e custou $1 250 000.
O Oregon foi 6,5% maior e 1,20 m mais largo do que o Alaska, mas do mesmo comprimento para reduzir a sua razão de comprimento da viga e resolver os graves problemas de vibração experimentado pelo Arizona e o Alaska. A consideração foi dada para a construção em aço do Oregon depois do fiasco do navio City of Rome, mas o novo metal ainda era caro e difícil de obter. O Oregon foi o último recordista de ferro. Ela tinha nove anteparas transversais estanques, cinco cobertas de ferro, e um convês forte curvado de volta para a frente e para trás, como uma proteção contra o mar agitado.
O motor a vapor especial construído para o Oregon tinha um cilindro de alta pressão de 180 cm (70 in) de diâmetro, ladeado por dois cilindros de baixa pressão com 260 cm (104 in) de diâmetro. O motor produzia cerca de 12.500 cavalos de potência indicados comparado aos 8.300 para o do Alasca. O vapor era produzido a partir de nove caldeiras de duas aberturas com patente Fox, cada com 5,5 metros de comprimento e 5 metros de diâmetro. O consumo diário de carvão era de 300 toneladas, um aumento de 50 toneladas, face ao Alasca e 165 toneladas e sobre Arizona. A hélice de parafuso foi de 7,8 metros de diâmetro, com um eixo que consistia em quinze partes separadas feita de cadinho de aço.
O Oregon foi equipado com capacidade passageiros de 340 salão, 92 de segunda classe, e de 1.000 passageiros de terceira classe. Os passageiros viajando salão ou de cabina, eram equivalentes à Primeira Classe de hoje. No Oregon, a classe de convés tinha sido atualizado para a terceira classe e receberam a designação de pequenos alojamentos em pequenos camarotes, em vez de camaratas.
A principal sala pública, o grande salão estava na proa do navio e estava descrito na época como "capaz de assentar todos os 340 passageiros de cabine." "As decorações de teto, eram quase exclusivamente confinado a branco e ouro. Os painéis eram feitos de madeira tropical polida, as pilastras de madeira de nogueira, com capitais de talha dourada. O salão media 21,3 por 17,7 metros, e 3 metros de altura na parte mais baixa. Uma cúpula central de belo aspeto, 8,2 metros de comprimento e 5 metros de largura, subia a uma altura de 6,5 metros, e dava abundante luz e ventilação." "As cabines são amplas e bem iluminadas e ventiladas. Todas as facilidades para o conforto na cabine está disponível. O quarto de desenho das senhoras é decorado em formas de luxo, e situa-se no convés principal. A última estende-se a quase todo o comprimento do navio. O trabalho de madeira da sala de desenho das senhoras, a cabine do Capitão, e a entrada principal para os salões veio do Estado de Oregon. No andar superior, perto da entrada do grande salão é a sala de fumo, que é revestida em mogno espanhol e tem um pavimento em mosaico."
O Oregon foi também o primeiro navio a ter instalados os dínamos e lâmpadas eléctricas incandescentes, fornecidas pela Edison Company, que eram utilizadas na iluminação do navio. Em 1884, os dínamos tornaram-se bastante danificados e foram reparados por um engenheiro da Edison Machine Works, Nikola Tesla, que recentemente tinha-se transferido da sociedade Europeia de Edison. Tesla ficou acordado toda a noite, trazendo de novo os dínamos em ordem e na manhã seguinte recebeu um elogio de Edison.

## História de serviço

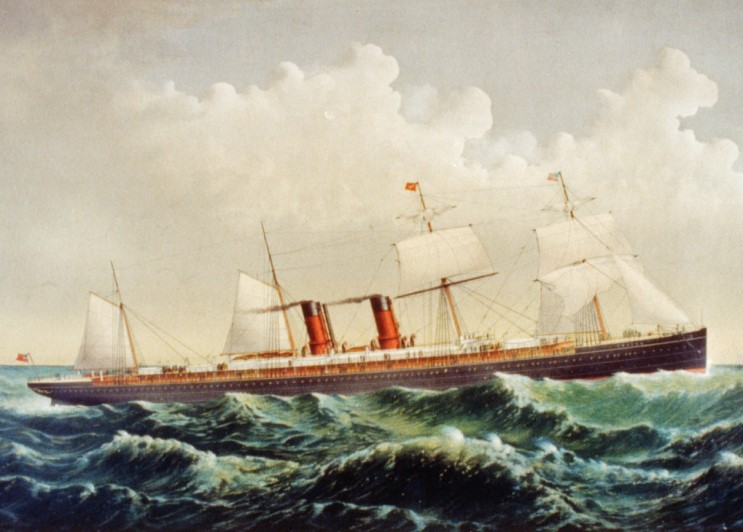
Pintura de Currier & Ives do navio movido à vapor SS Oregon.

O Oregon navegou na sua viagem inaugural em outubro de 1883, e foi gradualmente usado antes de tentar os registos do Alasca. Em 5 de abril de 1884, ela ganhou o sentido leste com um recorde Nova Iorque - Queentown de execução de 7 dias, 2 horas, 18 minutos (17.12 nós). Em seu retorno a Nova Iorque, ela também ganhou a Flâmula Azul com uma viagem em sentido oeste de 6 dias, 10 horas, 10 minutos (18.56 nós). no Entanto, o Guion Line estava em dificuldade financeira, porque em janeiro de 1884, Stephen Guion, o irmão mais velho, William demitiu-se da sociedade, devido ao mau investimentos não relacionados para o navio a vapor da linha. Não é possível fazer pagamentos para o construtor de navios, Stephen Guion devolveu o Oregon para seus construtores. Naquele tempo, o estaleiro Elders estava completando dois cruzeiro para a Cunard para bater o Oregon, e a Cunard aproveitou a oportunidade para adquirir o próprio Oregon. Em 7 de junho de 1884, o Oregon navegou sob a bandeira da Cunard e, em agosto, melhorou o registro no sentido leste.
Em Março de 1885, durante uma ameaça de guerra russa sobre o Afeganistão, a Marinha Britânica fretava dezasseis navios de passageiros para a conversão para auxiliar os cruzadores. Enquanto treze foram convertidos, apenas o Oregon e o navio da Union Line o Moor , foram na verdade comissionados. O Oregon foi bem sucedido por causa da sua velocidade, e a Marinha começou a pagar subsídios anuais para as empresas de cruzeiro tornarem  navios disponíveis e adequados à chamada. Quando a guerra de medos diminuiu, o Oregon foi devolvido à Cunard e em 14 de novembro de 1885, ela retomou comerciais de viagens.
Com a conclusão da Umbria e do Etruria, o Oregon ficava agora redundante no serviço expresso de Nova Iorque, e a Cunard anunciou que ela deveria ser transferida para a rota entre Liverpool e  Boston.

## Naufrágio
No que era para ser uma das suas últimas viagens para Nova Iorque, o Oregon partiu em 6 de Março de 1886, com 852 pessoas a bordo, 647 passageiros (186 de Primeira Classe, 66 Segunda Classe e 395 terceira classe) e uma tripulação de 205, juntamente com 1,835 toneladas de carga e 598 sacos de correio, sob o comando do Capitão Phillip Cottier. A colisão ocorreu nas primeiras horas da manhã de 14 de Março, apenas algumas horas do seu horário de chegada na Cidade de Nova Iorque, que foi apenas a cerca de 15 milhas a oeste. Eram cerca das 4:30 da manhã, ela colidiu com uma escuna não identificada, o mais provável é que tivesse sido o Charles H. Morse, que desapareceu naquelas águas por volta da mesma altura. A escuna, evidentemente, afundou-se quase que imediatamente após o impacto com todas as mãos.

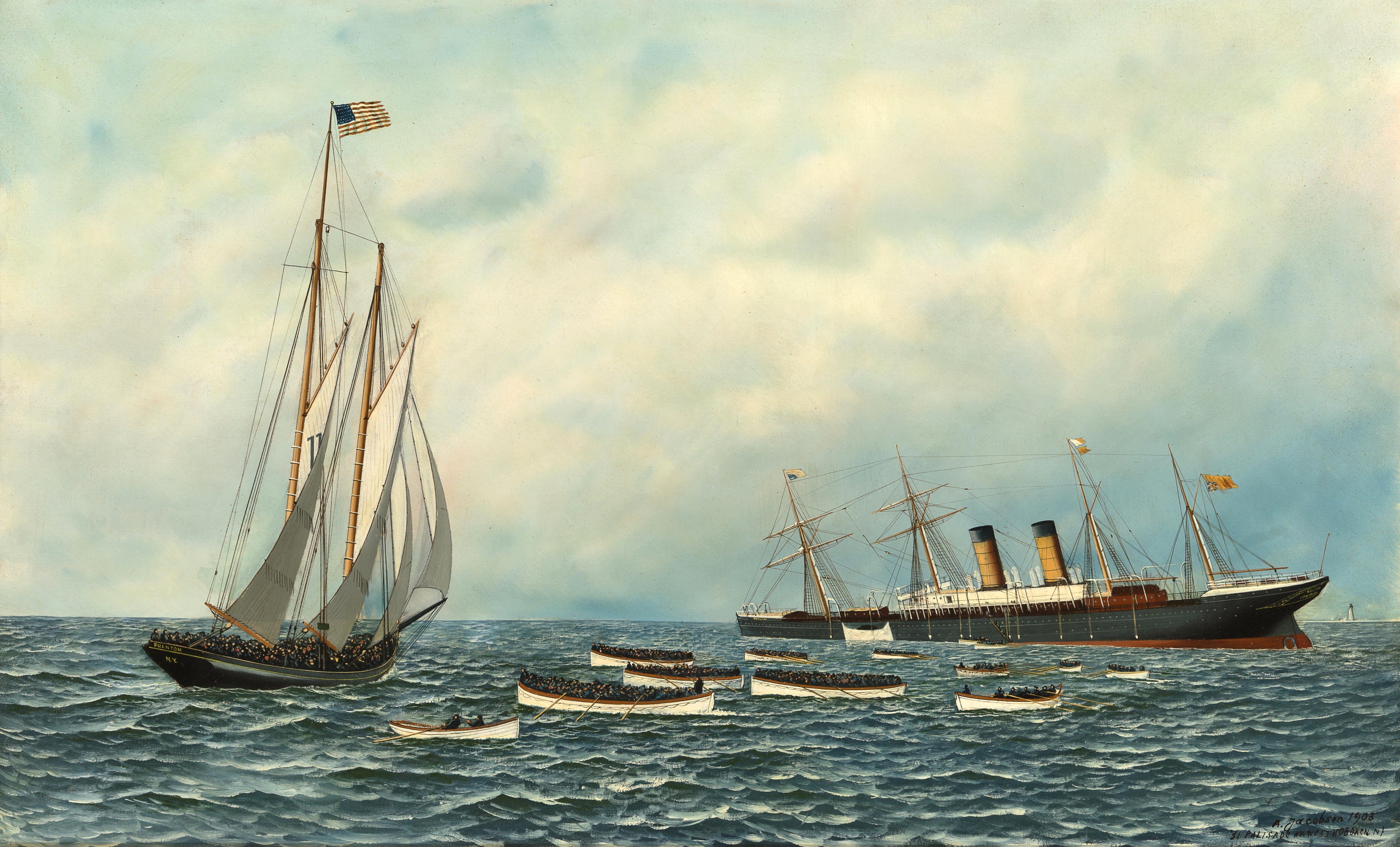
SS Oregon afundando em 1886, após a colisão. Representado na pintura de 1902 de Antonio Jacobsen.

O buraco lateral no Oregon foi descrito por um passageiro, como sendo grande o suficiente para passar um cavalo atrelado. Enquanto o chefe oficial, que tinha estado na ponte de plantão no momento da colisão e tinha visto brevemente as luzes da escuna, antes de esta ter lavrado o cruzeiro de lado, descreveu a colisão como sendo apenas "um golpe breve', vários passageiros que tinham sido alojados em camarotes perto do ponto da colisão, o descreveram como sendo um terrível acidente. Uma tentativa foi feita pela tripulação para tapar o buraco com lona. Duas horas após a colisão, o capitão ordenou que o Oregon fosse abandonado, mas os 10 botes salva-vidas e três botes de emergência a bordo do Oregon só tinham espaço para a metade das 852 pessoas a bordo. Uma senhora W. H. Hurst, que teve de viajar na Primeira Classe, juntamente com seu marido, foi um dos vários passageiros que mais tarde afirmou que, durante a evacuação, um grupo de fogaceiros e aparadores de casa de caldeiras, tentou empurrar para a frente de mulheres e crianças para entrar nos botes salva-vidas, e lembrou de ter visto o primeiro barco lançado para ser completamente preenchido com eles. Ela observou, então, que os oficiais encarregados de evacuação e vários passageiros masculinos conseguiram recuperar a ordem no convés do barco sobre estes homens.
Finalmente, às 8:30 AM, o navio piloto Phantom e a escuna Fannie A. Gorham responderam aos artifícios de sinalização de emergência do Oregone e embarcar todos os passageiros e tripulação. Às 10:30 AM, o SS Fulda de Norddeutscher Lloyd também chegou, e os passageiros e tripulantes foram transferidos novamente. Oito horas após a colisão, o Oregon afundou pela popa, com 40 metros de água. O topo do seu mastro ficou acima da água durante várias marés.
A Cunard enviou mergulhadores ao naufrágio para determinar se o Oregon podia ser recuperado. No entanto, o casco se abriu quando o navio bateu no fundo do mar. A perda foi de $3.166.000 incluindo us $1,25 milhão para o navio, us $700.000 pela carga, $216.000 na bagagem de passageiros, e $1 milhão em espécie e outros objetos de valor carregados no correio. O maleiro do Oregon conseguiu salvar um grande carregamento de diamantes do cofre seguro do navio.
Ao longo dos anos, o casco e convés do navio de ferro colapsaram. No entanto, o motor ainda está a 40 metros acima do fundo do oceano perto das nove caldeiras do navio.